# الأردن في الألعاب الأولمبية الصيفية 1992
شارك الأردن في الألعاب الأولمبية الصيفية 1992 التي أقيمت في برشلونة، إسبانيا.

## المنافسون
فيما يلي قائمة الرياضين الأردنيين الذي نافسوا في الألمبياد.
| الرياضة     | رجال | سيدات | المجموع |
| ----------- | ---- | ----- | ------- |
| ألعاب القوى | 2    | 0     | 2       |
| الرماية     | 1    | 0     | 1       |
| تنس الطاولة | 0    | 1     | 1       |
| المجموع     | 3    | 1     | 4       |

## ألعاب القوى
5000 متر رجال
- عوض الحصيني

- جولة التأهل — 14:55.58 (→ لم يتقدم، حل في المركز 48)

10000 متر رجال
- عوض الحصيني

- جول التأهل — 30:43.19 (→ لم يتقدم، حل في المركز 47)

القفز العالمي رجال
- فخر الدين فؤاد

- لم يتأهل وحل في المركز 42

## الرماية
| الرياضي   | المنافسة | التأهل   | التأهل | نصف النهائ | نصف النهائ | النهائي  | النهائي  |
| الرياضي   | المنافسة | النقاط   | المركز | النقاط     | المركز     | النقاط   | المركز   |
| --------- | -------- | -------- | ------ | ---------- | ---------- | -------- | -------- |
| خالد نغوي | سكيت     | (41) DNF | 60     | لم يتقدم   | لم يتقدم   | لم يتقدم | لم يتقدم |